# Classe Sankalp

La classe Sankalp  est une série de deux patrouilleurs  construite au chantier naval de Goa (GSL) pour la Garde côtière indienne (ICG). Les navires, également classés comme navires de patrouille extracôtiers avancés, sont les plus gros navires construits par Goa Shipyard Limited. La classe Samarth et la classe Saryu sont dérivées de cette classe de navires de patrouille offshore (OPV).

## Historique
En mars 2004, la Garde côtière indienne a passé une commande d'un seul navire avancé de patrouille extracôtière. En août 2005, une nouvelle commande a été passée au même prix pour un navire similaire en vertu de la clause d'options du contrat initial.
La classe Sankalp utilise deux moteurs diesel SEMT Pielstick 20 PA6B STC d'une puissance combinée de 20.900 cv ou 15.400 kW, entraînant chacun une hélice à pas variable Wärtsilä WCP 5C10 . Elle est armée de deux canons navals CRN-91 de 30 mm contrôlés par un système de conduite de tir et de deux mitrailleuses "Prahari" de 12,7 mm. Elle est équipée de systèmes externes de lutte contre l'incendie, d'un système de pont intégré et d'un système de contrôle des machines intégré. Les navires de classe Sankalp peuvent transporter cinq bateaux à grande vitesse capables d'effectuer des missions de recherche et sauvetage, d'interception et de contrôle de la pollution. Les navires de cette classe ont été classés à la fois par l' Indian Register of Shipping (en) et l' American Bureau of Shipping (en).

## Unités
| Nom          | N° coque | Port d'attache | Lancement      | Mis en service |
| ------------ | -------- | -------------- | -------------- | -------------- |
| ICGS Sankalp | 46       | Bombay         | 28 avril 2006  | 20 mai 2008    |
| ICGS Samrat  | 47       | Bombay         | 2 juillet 2007 | 2 janvier 2009 |

## Galerie

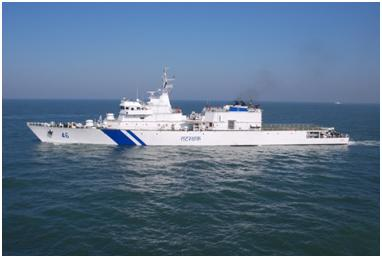
ICGS Sankalp
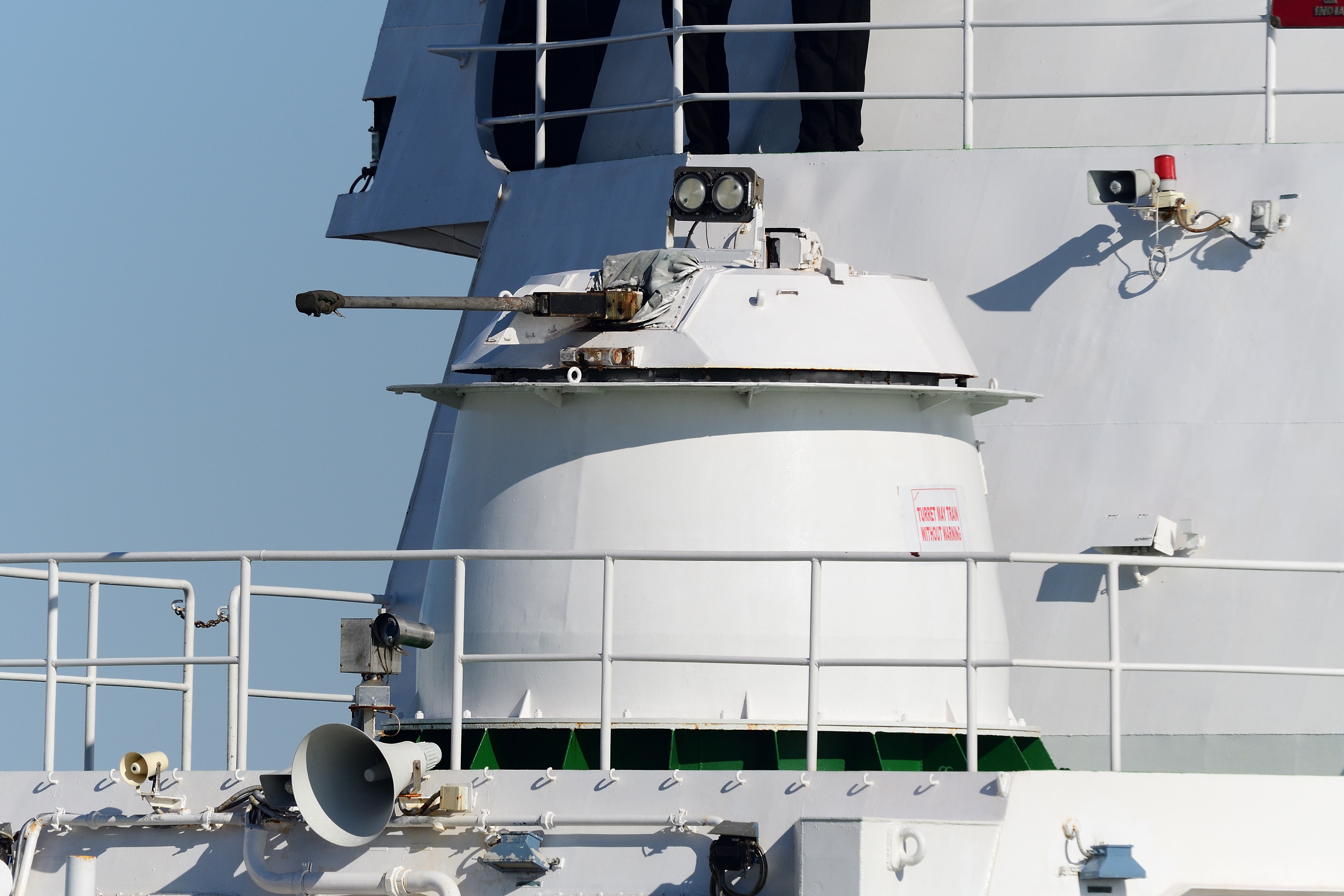
Canon naval 30 mm CRN-91
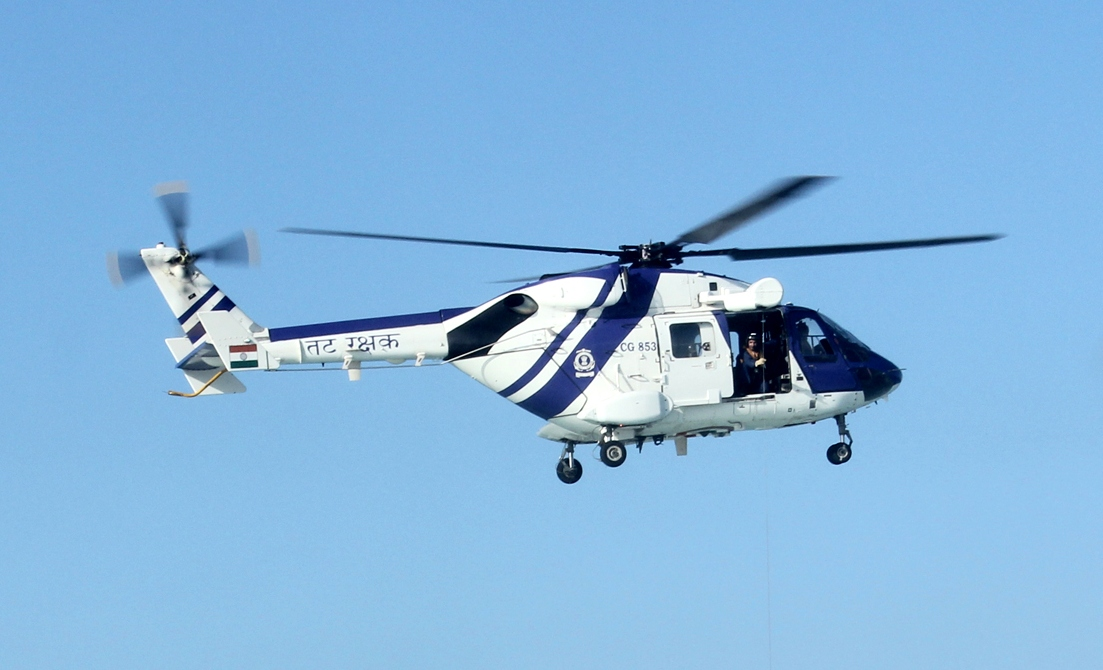
Hélicoptère HAL Dhruv

### Crédits
- (en) Cet article est partiellement ou en totalité issu de l’article de Wikipédia en anglais intitulé « Sankalp-class offshore patrol vessel » (voir la liste des auteurs).